# 楼坪古民居群
楼坪古民居群，是位于中国福建省宁德市周宁县李墩镇楼坪村的一批清代古建筑群，2016年入选周宁县第四批文物保护单位。
楼坪村因附近芹溪村宝丰银矿的开采而兴盛。在开矿之时，有张姓的矿工迁居到楼坪村以采摘岩茹为业，并以此发家致富，兴建于这一时期的民居较为精致，现仍较好地保存有28栋，且集中连片分布，整体风貌保持完整，有明显的地域特征。